# Vito Maria Amico
Vito Maria Amico (Catania, 15 febbraio 1697 – Catania, 5 dicembre 1762) è stato uno storico, letterato e religioso italiano.

## Biografia
Era figlio di Vito Amico e Anna Statella; entrambi i genitori provenivano da nobili famiglie catanesi, e Vito Maria fu indirizzato agli studi.
A sedici anni entrò nel monastero di San Nicolò l'Arena di Catania. A trentaquattro anni divenne priore della comunità monastica, ed in seguito fu nominato priore di tutti i monasteri benedettini di Messina, Militello, Castelbuono e Monreale. La sua passione per la conoscenza lo portava a frequentare le località dove avrebbe potuto trovare notizie sulla storia della Sicilia. Era solito raccogliere campioni di lava dall'Etna, o fossili nel territorio di Militello. Raccoglieva anche materiali di scavi archeologici, come ceramiche, vasi, medaglie e monete che poi consegnava al Museo di antichità greco-romane che era posto al fianco della biblioteca che lui stesso aveva fondato, museo che in poco tempo poté contare su una raccolta di tutto rispetto.
Ebbe poi la cattedra di storia civile all'Università di Catania, e fondò la prima biblioteca pubblica catanese. Carlo di Borbone lo nominò nel 1751 con atto ufficiale storiografo regio.
Fu priore di 25 diversi monasteri e fu anche nominato abate nel 1757.

## Opere
- (LA)  Sicilia sacra disquisitionibus, et notitiis illustrata... (Panormi, 1733-1734) (on line: tomo I, 1733; tomo II, 1733).
- (LA)   Catania illustrata, sive sacra et civilis urbis Catanae Historia... (Catanae, 1740-1746) (on line: parte I, 1740; parte II, 1741; parte III, 1741; parte IV, 1746).
- (LA)  De recta civilis Historiae comparandae ratione (Catanae, 1744).
- Dei limiti intorno ai quali deve contenersi la sana e saggia critica, e della esorbitanza dello scrivere (Catanae, 1744).
- (LA)  Lexicon topographicum Siculum... (Panormi, 1757-1760), l'ultimo e più noto lavoro di Vito Amico. Si trattava di un dizionario topografico riguardante tutte le località della Sicilia, con la descrizione dell'abitato, della sua storia, delle famiglie più conosciute, dei monumenti e dei luoghi di culto. (Anche on line: tomo I, parte I-II, 1757; tomo II, 1759; tomo III, 1760).
- Storia di Sicilia dal 1556 al 1750, per servire di continuazione a quella del Fazello, volgarizzata da Giuseppe Bertini, con note ed aggiunte (Palermo, 1836) (postumo).
- Dizionario topografico della Sicilia di Vito Amico, tradotto dal latino ed annotato da Gioacchino Di Marzo (Palermo, 1855-1856) (Anche on line: volume primo, I ed., 1855; volume primo, II ed., 1858) (postumo).